# Kerry Emanuel

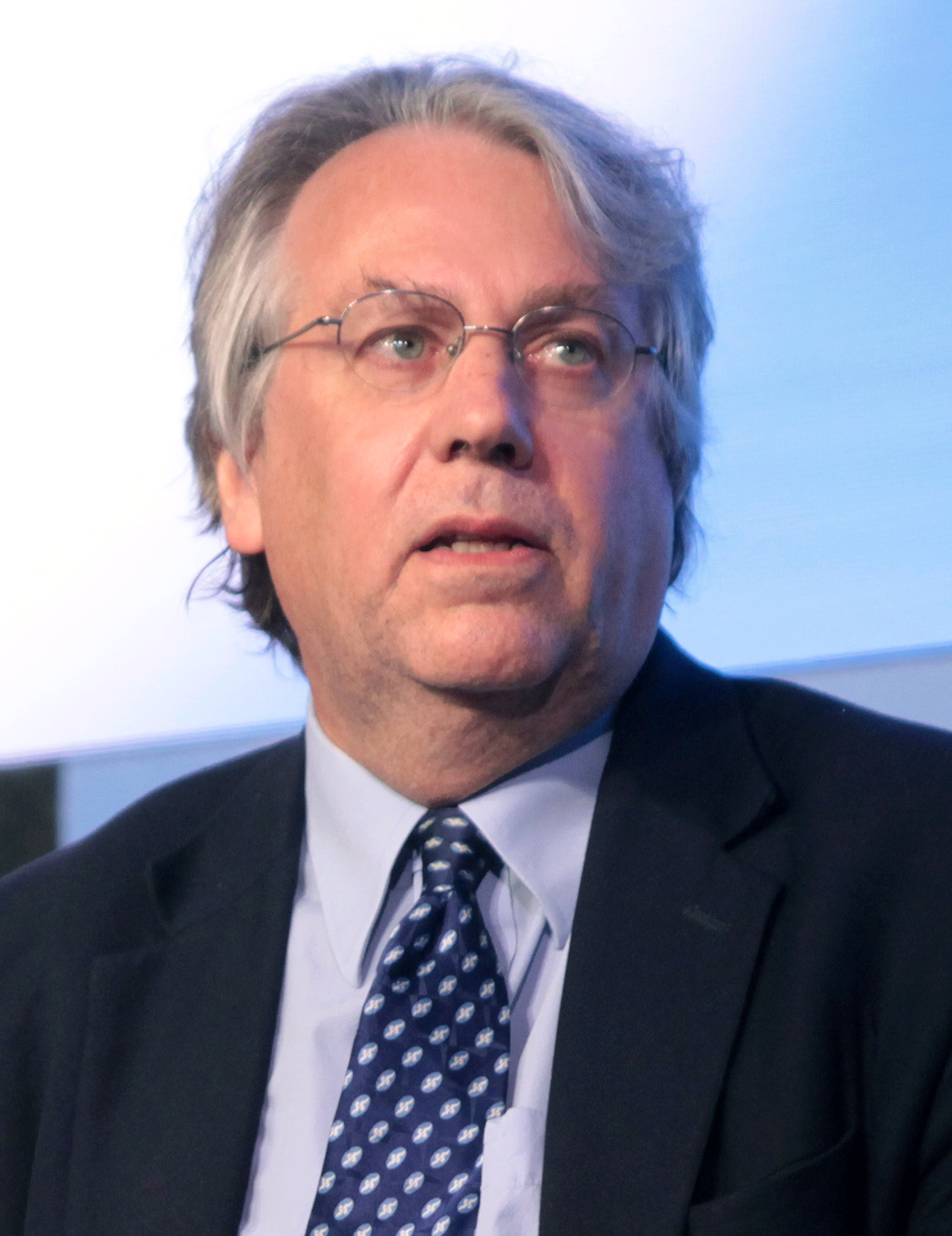
Kerry Emanuel

Kerry A. Emanuel (* 21. April 1955) ist ein US-amerikanischer Professor für Meteorologie am Massachusetts Institute of Technology in Cambridge (Massachusetts).

## Leben
Emanuel ist Spezialist für atmosphärische Konvektion und Mechanismen der Verstärkung von Hurrikanen. Er prägte 1994 die Bezeichnung „Hyperkan“. 2007 wurde er in die National Academy of Sciences gewählt, 2017 in die American Academy of Arts and Sciences, 2019 in die American Philosophical Society und 2020 als Auswärtiges Mitglied in die Royal Society. 2018 wurde er zum Fellow der American Geophysical Union ernannt. Für 2019 wurde Emanuel der BBVA Foundation Frontiers of Knowledge Award zugesprochen.
Das Time Magazine zählte ihn im Jahre 2006 zu den 100 einflussreichsten Menschen.
2013 forderte Emanuel in einem offenen Brief gemeinsam mit den Kollegen Ken Caldeira, James E. Hansen und Tom Wigley eine „Rückbesinnung auf die Kernkraft“, da der Widerstand gegen Atomkraftwerke den Kampf gegen den Klimawandel gefährde. Die Wissenschaftler appellierten an Politiker und Umweltschutzorganisationen weltweit, sich für die Entwicklung sicherer Atomkraftwerke einzusetzen. „Es gibt keinen realistischen Weg zu Stabilisierung des Klimas, der ohne einen substantiellen Anteil der Kernenergie auskommt“, schrieben die Wissenschaftler in ihrem Brief. Die Risiken der Kernenergie seien jedoch „um Größenordnungen kleiner“ als die Gefahren, die von der Nutzung fossiler Energien ausgingen. In der Debatte über die künftige Energiepolitik sollten Fakten entscheiden, nicht Emotionen, forderten er und seine Kollegen.

## Veröffentlichungen (Auswahl)
- K. A. Emanuel: Atmospheric Convection. Oxford University Press, 1994, ISBN 0-19-506630-8.
- K. A. Emanuel: Divine Wind: The History And Science Of Hurricanes. 2005, ISBN 0-19-514941-6.
- K. A. Emanuel: Increasing destructiveness of tropical cyclones over the past 30 years. In: Nature. 2005 (texmex.mit.edu [PDF]).
- K. A. Emanuel: Phaeton’s Reins – The human hand in climate change. In: Boston Review. 2007 (eg.bucknell.edu [PDF]).
- K. A. Emanuel: What We Know About Climate Change. In: Boston Review. The MIT Press, Cambridge, Mass 2007, ISBN 978-0-262-05089-0.
- K. A. Emanuel: Hurricanes and Global Warming: Results from Downscaling IPCC AR4 Simulations. In: Bulletin of the American Meteorological Society. 2008 (texmex.mit.edu [PDF]).